# Lengyeltóti
Lengyeltóti ist eine ungarische Stadt im Kreis Fonyód im Komitat Somogy. Bis 2012 war sie Verwaltungssitz des ehemaligen Kleingebiets Lengyeltóti.

## Geographische Lage
Lengyeltóti liegt elf Kilometer südlich vom Balaton (deutsch Plattensee).

## Gemeindepartnerschaften
- Dielheim, Baden-Württemberg, seit 1995
- Đurđevac, Kroatien
- Lehnice, Slowakei
- Lupeni (Harghita), Rumänien
- Węgierska Górka, Polen

## Söhne und Töchter der Stadt
- József Szterényi (1861–1941), ungarischer Politiker und Minister
- Bertalan Bagó (* 1962), ungarischer Schauspieler und Regisseur
- Zsanett Jakabfi (* 1990), ungarische Fußballspielerin
- Rita Kuti-Kis (* 1978), ungarische Tennisspielerin

## Sehenswürdigkeiten
- Blauer See (Kék-tó)
- Kalvarienberg
- Römisch-katholische Kirche Szent Jakab, erbaut 1882
- Schloss Zichy (Zichy-kastély)

## Verkehr
In Lengyeltóti treffen die Landstraßen Nr. 6701, Nr. 6708, Nr. 6711 sowie die Nebenstraße Nr. 67115 aufeinander. Die Autobahn M7 verläuft nördlich in sechs Kilometer Entfernung. Über den westlich des Ortes gelegenen Bahnhof ist die Stadt angebunden an die Eisenbahnstrecke von Kaposvár nach Fonyód.

## Bilder

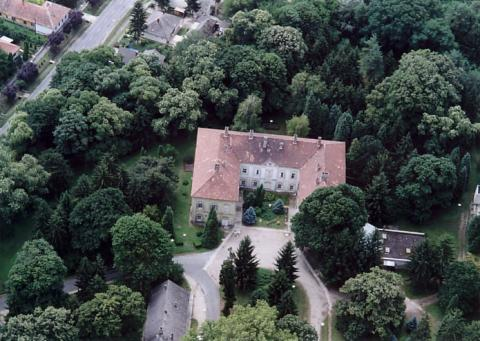
Schloss Zichy in Lengyeltóti
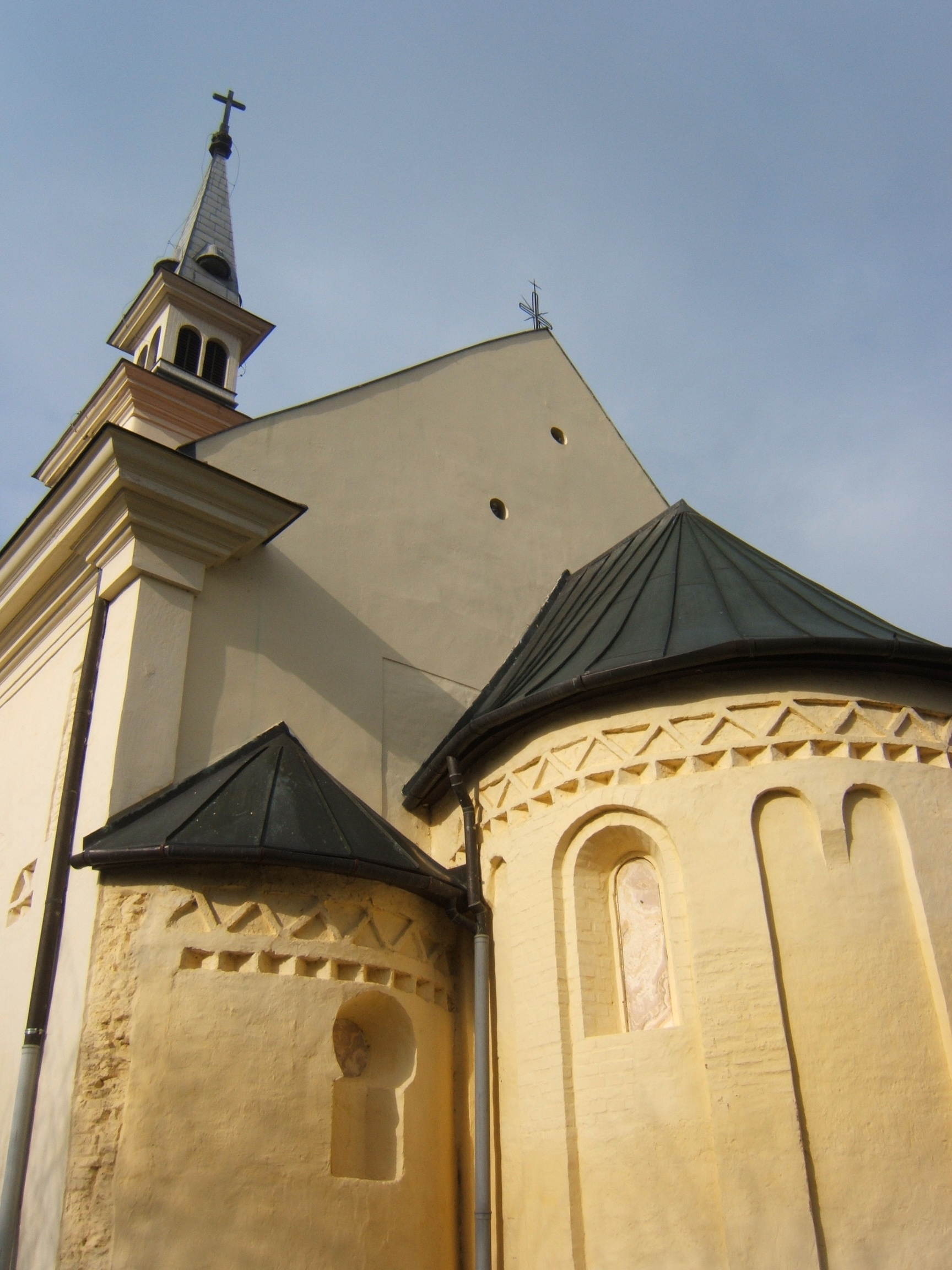
Römisch-katholische Kirche Szent Jakab
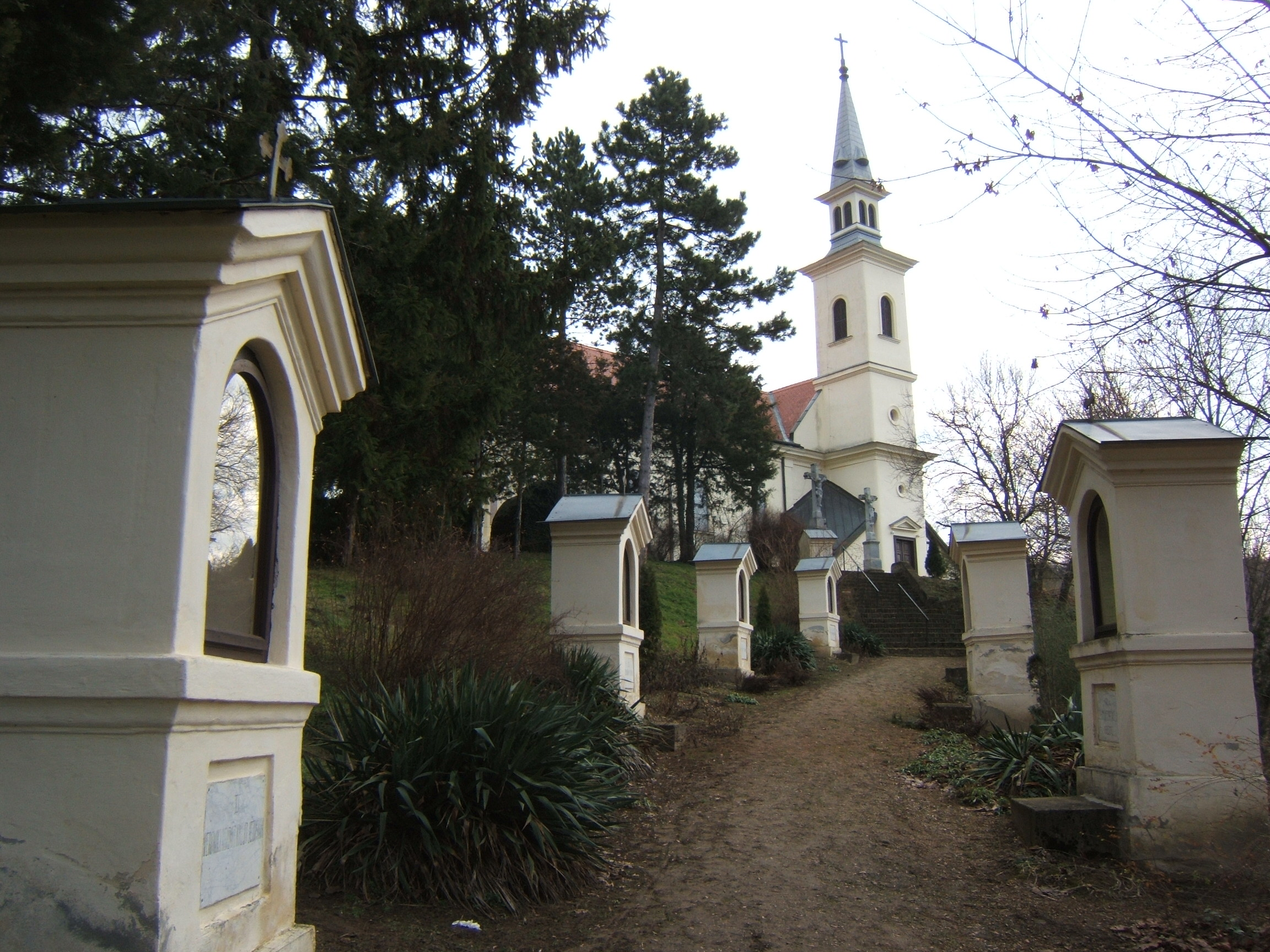
Kalvarienberg
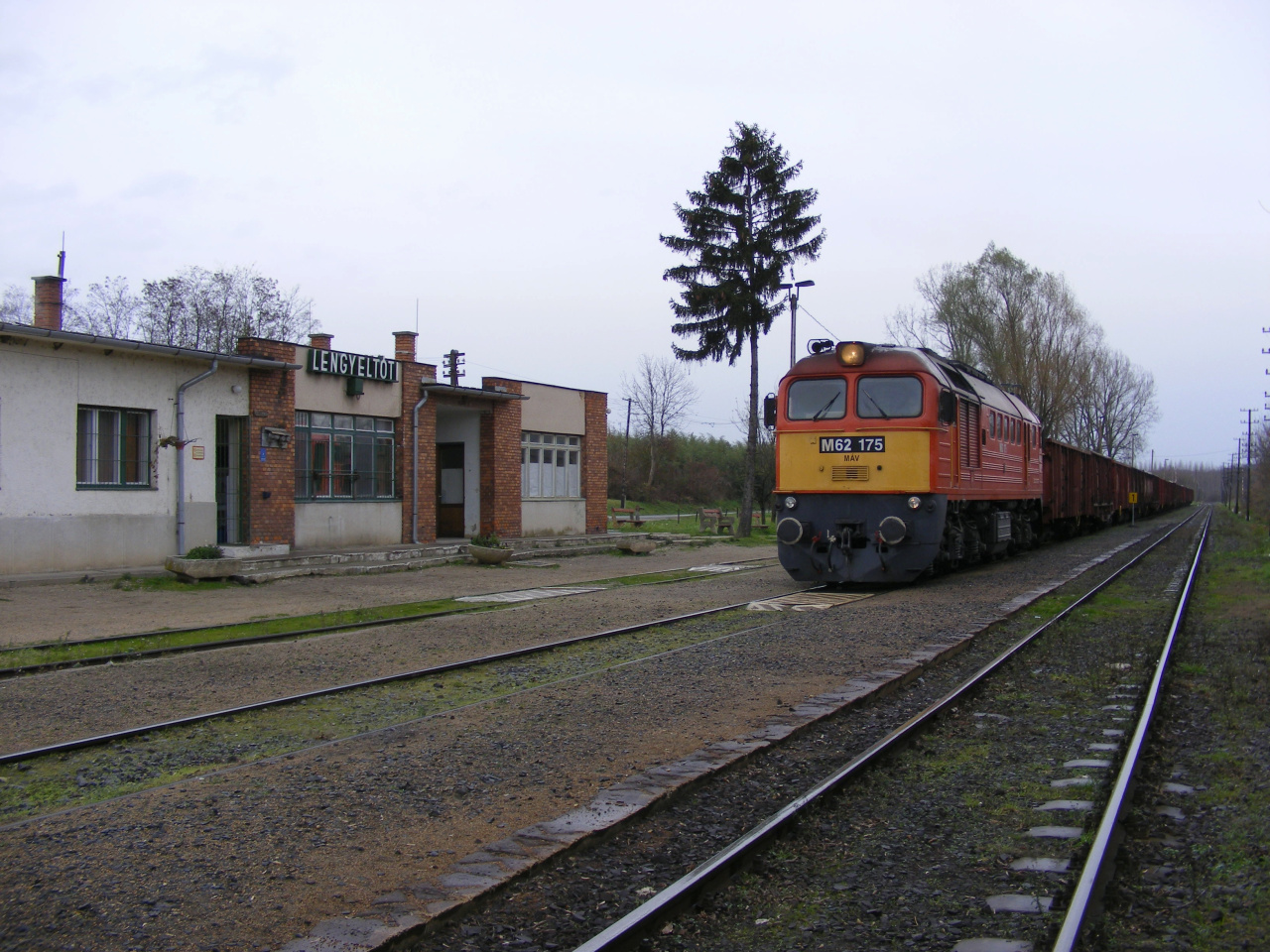
Bahnhof in Lengyeltóti